# Fosse de plongée

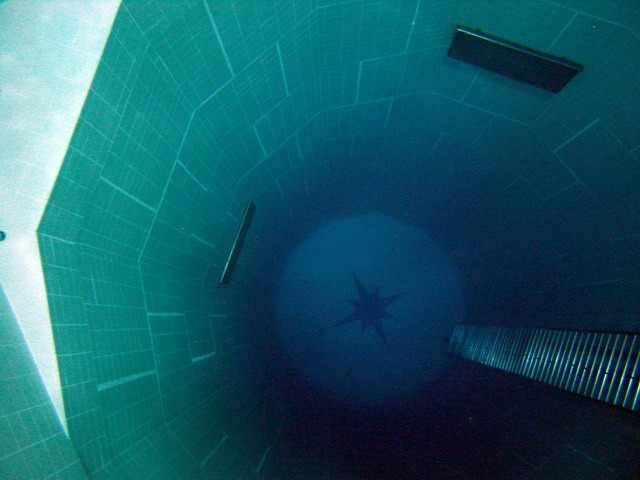
Fosse de plongée Nemo 33.

Une fosse de plongée est une piscine servant à pratiquer la plongée sous-marine. La profondeur est le principal critère qui distingue une fosse d'une simple piscine.

## Records
La fosse la plus profonde du monde se trouve à Dubai (Emirats arabes unis). Inaugurée en juillet 2021 avec une profondeur d'un peu plus de 60 mètres, elle a dépassé le précédent record de 45,50 mètres détenu jusqu'alors par le site Deepspot créé à Mszczonów, au sud de Varsovie en Pologne, et ouvert depuis le 21 novembre 2020.
La fosse Nemo 33 en Belgique a longtemps détenu le record de la fosse la plus profonde du monde (35 mètres de profondeur réduit à 33 mètres par le rajout d'un plancher) de sa construction en 2004 jusqu'en 2014, année où elle fut en effet détrônée par la fosse Deep-Joy Y-40 de 42,15 mètres de profondeur en Italie (à Montegrotto Terme en Vénétie).
Les fosses les plus profondes de France atteignent 20 mètres. En 1993, année de son ouverture, la fosse aquatique de Villeneuve-la-Garenne (Hauts-de-Seine) était alors la plus profonde d'Europe puis a progressivement partagé ce record de profondeur avec d'autres sites français, jusqu'à l'ouverture de Nemo 33.
Ouverte depuis 2009 et également profonde de 20 mètres, la fosse du centre aquatique de Chartres (L'Odyssée) présente la particularité d'être équipée d'un fond mobile.
TODI,, est le plus grand centre de plongée subtropical du monde (gigantesque bassin de plongée de 10 mètres maximum de profondeur et de 36 mètres de large comportant plus de 6.200.000 litres d'eau à une température de 23 degrés) est ouvert à Beringen en Belgique depuis octobre 2016. Il s'agit d'un ancien décanteur du charbonnage de Beringen, accueillant plongeurs et snorkelers parmi les 2200 poissons tropicaux d'eau douce de 30 espèces différentes.
Au Royaume-Uni, initialement prévu sur un terrain militaire de la Royal Air Force à Henlow, un centre privé de recherche et d'entrainement pour l'espace et la haute mer baptisé Blue Abyss devrait être construit sur la péninsule de Wirral à Birkenhead, dans la banlieue de Liverpool. Cette structure sera équipée d'une fosse de plongée de 50 mètres, qui lui confèrera la seconde performance mondiale de profondeur. En raison des risques liés à la pratique de certains exercices à une telle profondeur, l'accès au site devrait être limité aux plongeurs professionnels.
En France, un nouveau record devait être établi avec l'ouverture à Dieppe d'une fosse de plongée de 56 mètres de profondeur,,,,. Le projet fut abandonné en 2024, faute de financements.

## En France

### 13 fosses de 20 m
|    | Régions                 | Département       | CP    | Ville                    | Nom                       | Près de          | Adresse                        | Gestionnaire | Profondeur | Petites profondeurs     | Surface en m² |
| -- | ----------------------- | ----------------- | ----- | ------------------------ | ------------------------- | ---------------- | ------------------------------ | ------------ | ---------- | ----------------------- | ------------- |
| 1  | Île-de-France           | Yvelines          | 78700 | Conflans-Sainte-Honorine | Centre Aquatique Conflans | Paris Nord       | 8 Rue Dunant                   | Vert Marine  | 20 m       | 5 m et 1,3 m            | 90 m²         |
| 2  | Île-de-France           | Hauts-de-Seine    | 92390 | Villeneuve-la-Garenne    | Aqua92                    | Paris Nord-Ouest | Boulevard du Général-de-Gaulle | UCPA         | 20 m       | 10 m et 5 m             | 300 m²        |
| 3  | Île-de-France           | Seine-et-Marne    | 77400 | Lagny-sur-Marne          | Marne et Gondoire         | Marne-la-Vallée  | 35 rue Jean-Mermoz             | UCPA         | 20 m       | 2,5 m                   | 33 m²         |
| 4  | Île-de-France           | Hauts-de-Seine    | 92160 | Antony                   | Centre aquatique Pajeaud  | Paris Sud        | rue Adolphe-Pajeaud            | Commune      | 20 m       | 1,20m, 2m, 3m, 6m, 12m. |               |
| 5  | Auvergne-Rhône-Alpes    | Allier            | 03410 | Saint-Victor             | La Loue                   | Montluçon        | Parc des Sports de la Loue     | Carilis      | 20 m       | 6 m et 1 m              |               |
| 6  | Centre-Val de Loire     | Eure-et-Loir      | 28000 | Chartres                 | L’Odyssée                 | Chartres         | Rue Général-Beyne              | Vert Marine  | 20 m       | 6 m et 3,5 m            |               |
| 7  | Nouvelle-Aquitaine      | Vienne            | 86320 | Civaux                   | Abysséa                   | Poitiers         | Route Fond-d’Orveau            | Vert Marine  | 20 m       | 5 m                     | 84 m²         |
| 8  | Auvergne-Rhône-Alpes    | Métropole de Lyon | 69330 | Meyzieu                  | Les Vagues                | Lyon             | 10 av. Jean-Jaurès             | UCPA         | 20 m       | 6 m                     |               |
| 9  | Bourgogne-Franche-Comté | Côte-d'Or         | 21000 | Dijon                    | Grand Dijon               | Dijon            | 12 rue Alain-Bombard           | UCPA         | 20 m       | 6 m                     |               |
| 10 | Nouvelle-Aquitaine      | Gironde           | 33260 | La Teste-de-Buch         | Stade Nautique            | Arcachon         | 390 rue Gilbert-Moga           |              | 20 m       | 6 m, 3 m et 1,5 m       |               |
| 11 | Hauts-de-France         | Nord              | 59140 | Dunkerque                | Georges Guynemer          | Saint Pol S/M    | 28 rue du Tornegat             | Commune      | 20 m       | 3 m, 5 m                | 200 m²        |
| 12 | Hauts-de-France         | Nord              | 59300 | Valenciennes             | Centre Nungesser          | Valenciennes     | 260 rue François-Coli          | Récrea       | 20 m       | 3 m, 6 m                | 200 m²        |
| 13 | Auvergne-Rhône-Alpes    | Haute-Savoie      | 01200 | Eloise                   | Nemo 33 Genève            | Valserhone       | 1 Rue Du, Rte du Vuache        |              | 20 m       | 6 m                     |               |

### 13 fosses de 10/15 m
|    | Régions                    | Département        | CP    | Ville                 | Nom                              | Près de          | Adresse                     | Gestionnaire       | Profondeur | Petites profondeurs | Surface en m² |
| -- | -------------------------- | ------------------ | ----- | --------------------- | -------------------------------- | ---------------- | --------------------------- | ------------------ | ---------- | ------------------- | ------------- |
| 1  | Île-de-France              | Val-de-Marne       | 94220 | Charenton             | Palais des sports Telemaco-Gouin | Paris Est        | 4 bis avenue Anatole-France | Commune            | 15 m       | 5 m                 |               |
| 2  | Île-de-France              | Essonne            | 91800 | Boussy-Saint-Antoine  | Piscine des Sénarts              | Paris Sud Est    | Rue de Rochopt              | Vert Marine        | 12 m       | Fond mobile         | 9,5           |
| 3  | Île-de-France              | Seine-Saint-Denis  | 93200 | Saint-Denis           | La Baleine                       | Paris Nord       | 13, avenue Jean-Moulin      | Equalia            | 10 m       | 3 m                 |               |
| 4  | Île-de-France              | Val-d'Oise         | 95100 | Argenteuil            | Youri Gagarine                   | Paris Nord Ouest | 65 rue de Nord              | Commune            | 10 m       | 5 m                 | D=8 m         |
| 5  | Hauts-de-France            | Somme              | 80021 | Amiens                | Le Nautilus                      | Amiens           | 25 rue Léo-Lagrange         | Commune            | 15 m       | 3 m                 |               |
| 6  | Auvergne-Rhône-Alpes       | Puy-de-Dôme        | 63113 | Clermont-Ferrand      | Pierre de Coubertin              | Clermont-Ferrand | rue Pierre-de-Coubertin     | Groupe de Communes | 15 m       |                     |               |
| 7  | Grand-Est                  | Moselle            | 57160 | Creutzwald            | Tour de Plongée                  | Metz             | 69 rue de la Gare           | Groupe de Commune  | 15 m       |                     | 25 m²         |
| 8  | Occitanie                  | Haute-Garonne      | 31520 | Ramonville-Saint-Agne | L'Argonaute                      | Toulouse         | 14 Rue Hermès               | Argonaute          | 15m        | 4m                  | 40m²          |
| 9  | Provence-Alpes-Côte-d'Azur | Alpes-Maritimes    | 06000 | Nice                  | Piscine Jean-Médecin             | Nice             | 178 Rue de France           | Commune            | 12 m       |                     |               |
| 10 | Grand-Est                  | Meurthe-et-Moselle | 54200 | Ecrouves              | Centre Ovive                     | Toul             | Avenue du 15e-Génie         | Commune            | 12 m       |                     |               |
| 11 | Occitanie                  | Gard               | 30900 | Nîmes                 | Stade nautique Nemausa           | Nîmes            | 120 Avenue de la Bouvine    | Vert Marine        | 11m        |                     |               |
| 12 | Hauts-de-France            | Nord               | 59720 | Louvroil              | Complexe Aquatique l'Emeraude    | Maubeuge         | 121 Plaine Delbasse         | Commune            | 10m        |                     |               |
| 13 | Bretagne                   | Ille-et-Vilaine    | 35700 | Rennes                | Piscine des Gayeulles            | Rennes           | 15 Avenue des Gayeulles     | Commune            | 10m        | 6m                  |               |

### En projet
Aucun nouveau projet prévu en France à ce jour.

## Au Canada
- Montréal possède un bassin de plongée sous-marine situé dans les installations du stade olympique de Montréal (1976). Il est d'une profondeur de 15 m.

- L'Institut maritime du Québec situé à Rimouski possède une fosse de 60 pieds soit environ 18 m.